# Pulvinaria grandis
Pulvinaria grandis är en insektsart som beskrevs av Hempel 1900. Pulvinaria grandis ingår i släktet Pulvinaria och familjen skålsköldlöss. Inga underarter finns listade i Catalogue of Life.